# فرودگاه کایمانا
فرودگاه کایمانا (به انگلیسی: Kaimana Airport) (به زبان بومی: Bandar Udara Kaimana) یک فرودگاه همگانی با کد یاتا KNG است که یک باند فرود آسفالت دارد و طول باند آن ۱۶۰۰ متر است. این فرودگاه در کشور اندونزی قرار دارد و در ارتفاع ۶ متری از سطح دریا واقع شده است.